# Guntram Gärtner
Guntram Gärtner (* 20. April 1963 in Bregenz) ist ein österreichischer Schachspieler.

## Leben
Guntram Gärtner absolvierte die Handelsakademie und arbeitete unter anderem als Bankkaufmann. Das Schachspielen erlernte er im Alter von acht Jahren von seinem Vater.
Sein erster Schachverein war der SK Hohenems, dem er mit 15 Jahren beitrat. Mit Hohenems spielt Guntram Gärtner seit 1995 in der höchsten österreichischen Liga, der 1. Bundesliga, und wurde in der Saison 2003/04 Mannschaftsmeister. In der Schweiz spielt er für den SC Reinach Rössli (nach Fusion und Umbenennung seit 2011 Birsfeld/Beider Basel/Rössli), in Deutschland spielte er für den Westallgäuer Verein SC Lindenberg. Mit Hohenems nahm er an den European Club Cups 1998, 1999, 2001 und 2006 teil.

## Erfolge
1981 wurde er Vorarlberger Landesjugendmeister. 1995 gewann er ein IM-Turnier in Götzis. Die Einzelmeisterschaft von Vorarlberg konnte er 1998 gewinnen.
1994 wurde er FIDE-Meister. Seit November 2000 trägt er als erster Vorarlberger den Titel Internationaler Meister. Seine Elo-Zahl beträgt 2243 (Stand: Januar 2021), seine höchste Elo-Zahl lag bei 2397 von Juli bis Dezember 2000.